# Stagione degli uragani atlantici del 1911
La stagione degli uragani atlantici del 1911 fu relativamente inattiva, con solo sei cicloni tropicali noti che si formarono nell'Atlantico durante l'estate e l'autunno. Vi furono tre sospette depressioni tropicali, tra cui una che iniziò la stagione a febbraio e una che concluse la stagione in cui si dissipò a dicembre. Tre tempeste si sono intensificate in uragani, due dei quali hanno raggiunto lo status di categoria 2 sulla scala Saffir-Simpson. I dati sulle tempeste si basano in gran parte sul database degli uragani nell'Atlantico, che è stato sottoposto a una revisione approfondita per il periodo tra il 1911 e il 1914 nel 2005.
La maggior parte dei cicloni ha avuto un impatto diretto sulla terra. Alla fine di agosto un uragano in movimento verso ovest ha ucciso 17 persone e gravemente danneggiato Charleston, nella Carolina del Sud e l'area circostante. Un paio di settimane prima, nella zona di Pensacola, in Florida, una tempesta nel Golfo del Messico ha prodotto venti a 80 mph (130 km/h) via terra. La quarta tempesta della stagione ha colpito la costa del Nicaragua, uccidendo 10 persone e causando ingenti danni.

## Riepilogo della stagione
Il database degli uragani atlantici (HURDAT) riconosce ufficialmente sei cicloni tropicali della stagione 1911. Solo tre hanno raggiunto lo stato di uragano, con venti a 75 mph (121 km/h) o superiori. Il terzo uragano della stagione è stata la tempesta più intensa, con una pressione atmosferica centrale minima di 972 mbar (28,7 inHg). Una settimana dopo la sua dissipazione, un altro uragano si formò con velocità del vento identica alla tempesta precedente, ma con una pressione dell'aria sconosciuta. Tre deboli depressioni tropicali si svilupparono e rimasero al di sotto della forza di tempesta tropicale; il primo si è formato a febbraio e il terzo a dicembre. La prima tempesta a raggiungere l'intensità di tempesta tropicale si è sviluppata il 4 agosto e l'ultima tempesta tropicale dell'anno si è dissipata il 31 ottobre.
Agli inizi del 1900 mancavano previsioni e documentazione moderne. Il database degli uragani di questi anni viene talvolta trovato incompleto o errato e vengono di conseguenza aggiunte nuove tempeste come parte della rianalisi in corso degli uragani nell'Atlantico. Il periodo dal 1911 al 1914 fu rianalizzato nel 2005. Due cicloni tropicali precedentemente sconosciuti sono stati identificati utilizzando registri tra cui mappe meteorologiche storiche e rapporti sulle navi. Di conseguenza le informazioni sulle tempeste conosciute sono state modificate e corrette. Queste tempeste sono citate semplicemente con il loro numero in ordine cronologico, poiché i cicloni tropicali nell'Oceano Atlantico non hanno avuto nomi ufficiali fino a molto tempo dopo.

## Sistemi

### Prima tempesta tropicale
Identificato dalla sua mancanza di confini frontali associati e centro di circolazione chiuso, il primo ciclone tropicale della stagione 1911 si è formato il 4 agosto nel sud dell'Alabama negli Stati Uniti. Solo con la forza della depressione tropicale, seguì verso est ed emerse nell'Oceano Atlantico il giorno successivo. Alcuni giorni dopo, mentre si trovava vicino alle Bermuda, la depressione divenne una tempesta tropicale e si rivolse a nord-est. La tempesta è durata diversi giorni, fino a quando non si è dissipata l'11 agosto. La tempesta ha prodotto forti piogge sulle Bermuda, ma non sono stati segnalati venti di burrasca. Rimase sconosciuta fino a quando nel 2005 non venne riconosciuta come una tempesta tropicale con la revisione del database dell'uragano atlantico.

### Secondo uragano
Sulla base delle osservazioni navali nel Golfo del Messico sud-orientale, all'inizio del mese di agosto si è sviluppata un'area a bassa pressione a nord di Key West. Si è sviluppato in una depressione tropicale alle 12:00 UTC dell'8 agosto, e rafforzato in una tempesta tropicale alle 06:00 UTC del giorno successivo mentre si spostava verso nord-ovest al largo della costa occidentale della Florida. È proseguita la graduale intensificazione e alle 06:00 UTC dell'11 agosto la tempesta si è rafforzata fino allo stato di uragano. Alle 22:00, l'uragano raggiunse la sua massima intensità e contemporaneamente approdò vicino al confine tra Alabama e Florida come un piccolo ciclone tropicale. Durante questo periodo, i venti massimi sostenuti della tempesta sono stati stimati a 80 mph (130 km / h), rendendolo l'equivalente di un uragano di categoria 1. Una pausa accompagnò il vicino passaggio dell'occhio prima che le condizioni si deteriorassero di nuovo. Sebbene la pressione barometrica più bassa misurata sulla terra fosse 1007 bar (hPa; 29.74 inHg ) a Pensacola, in Florida, la pressione della tempesta è stata stimata molto più bassa a 982 bar (hPa: 29.00 inHg). Dopo esser approdato, l'uragano si è indebolito e si è spostato lentamente verso ovest, indebolendosi in una depressione tropicale sulla Louisiana il 13 agosto, prima di dissiparsi sull'Arkansas entro le 12:00 UTC del giorno successivo.
Durante lo sviluppo nel Golfo del Messico, il ciclone tropicale ha portato piogge leggere a Key West, pari a 1,82 in (46 mm)     per due giorni. Le piogge esterne dell'uragano hanno colpito il panhandle della Florida già il 10 agosto producendo venti forti ad 80 mph (130 km/h) a Pensacola, considerato il peggiore dal 1906. Nel pomeriggio dell'11 agosto, l'Ufficio meteorologico degli Stati Uniti ha emesso avvisi di tempesta per le aree costiere della costa del golfo in cui si prevedeva che l'uragano avrebbe avuto un certo impatto. Al momento dell'atterraggio, la tempesta ha portato forti precipitazioni, raggiungendo il picco a 10 in (250 mm) a Molino, in Florida, sebbene le precipitazioni più pesanti siano state localizzate dal Mississippi all'Alabama centrale.  Durante i brevi episodi di pioggia intensa si sono verificati alcuni dilavamenti quando la tempesta si è spostata verso ovest dopo lo sbarco. I forti venti nell'area di Pensacola hanno abbattuto le linee di telecomunicazione e interrotto l'alimentazione, interrompendo la comunicazione con le aree esterne per 24 ore. In un padiglione sull'isola di Santa Rosa un terzo del tetto fu strappato, e anche alcuni altri edifici nell'entroterra erano rimasti senza tetto. Al largo, dodici chiatte furono messe a terra dopo essere state spazzate via. I dati sui danni provenienti dall'area di Pensacola sono stati stimati prudenzialmente in US$ 12.600, considerati minori del previsto, sebbene ci siano stati alcuni decessi.

### Terzo uragano
Oltre una settimana dopo la dissipazione dell'uragano precedente, la terza tempesta della stagione si è sviluppata il 23 agosto e ha seguito lentamente la rotta da ovest a nord-ovest. Dopo aver raggiunto lo stato di uragano, la tempesta si è spostata maggiormente verso nord-ovest e diversi giorni dopo ha raggiunto la sua velocità di picco del vento di 100   mph (155 km/h); la pressione barometrica fu di 972 mbar (hPa). Il centro passò nell'entroterra a poche miglia a sud di Savannah, in Georgia, il 28 agosto; al momento dell'atterraggio, l'uragano è degenerato rapidamente. Si è deteriorato in una depressione tropicale il 29 agosto e ha persistito sulla terra fino a dissiparsi un paio di giorni dopo.
L'uragano, di dimensioni relativamente ridotte, ha causato danni diffusi tra Savannah e Charleston, nella Carolina del Sud. La stessa Savannah subì solo lievi danni, sebbene il centro della tempesta passasse vicino. Lungo la costa della Georgia, le piogge torrenziali hanno causato numerosi allagamenti nelle ferrovie. Le colture, il bestiame e le strade della zona subirono gravi danni. A Charleston, i venti hanno raggiunto una velocità di 106 mph (171 km/h). Le precipitazioni ammontavano a di 4,90 in (124 mm) in tre giorni.
La tempesta infuriò per più di 36 ore, causando gravi danni; i venti hanno sventrato centinaia di edifici, demolito molte case e avuto un forte impatto sull'energia e sui servizi telefonici. Maree 10,6 ft (3,2 m) sopra del normale livello hanno lasciato una "massa confusa di navi distrutte e pontili danneggiati", secondo le parole di un meteorologo locale a Charleston, mentre sei torpediniere della marina furono strappate dai loro ormeggi e fatte volare a terra. In totale, 17 persone sono rimaste uccise nell'uragano e il danno alle proprietà a Charleston è stato stimato in 1 milione di dollari.

### Quarto uragano
La tempesta successiva si formò ad est delle Piccole Antille il 3 settembre e si spostò verso ovest, raggiungendo lo stato di tempesta tropicale circa un giorno dopo. La tempesta rallentò e si diresse verso sud-ovest, avvicinandosi alla costa settentrionale della Colombia prima di allontanarsi dalla terra e rafforzarsi in un uragano. Si è ulteriormente intensificato allo status di Categoria 2 prima di colpire il Nicaragua il 10 settembre. Rapidamente indebolito da una tempesta tropicale, il ciclone proseguì verso ovest attraverso l'America centrale ed entrò brevemente nell'Oceano Pacifico orientale. Si dissipò poco dopo. Nella città di Corinto, un rapporto indicava la morte di 10 persone e 50 feriti aggiuntivi. Circa 250 case sono state distrutte, lasciando circa $ 2 milioni di danni. I dati su questa tempesta sono estremamente scarsi.

### Quinta tempesta tropicale
Anche il quinto ciclone tropicale ufficiale dell'anno era precedentemente sconosciuto fino alle rivalutazioni contemporanee. Ha mostrato alcune caratteristiche ibride e potrebbe essersi qualificato per lo stato di ciclone subtropicale secondo il moderno schema di classificazione. Il 15 settembre, la tempesta si è formata sull'Atlantico centrale e inizialmente si è spostata verso ovest. Si intensificò gradualmente mentre si volgeva a nord-ovest e il 19 settembre si trasformò in un ciclone extratropicale a sud-est del New England. Il sistema fu successivamente assorbito da un confine frontale più potente che si avvicinava da nord-ovest.

### Sesta tempesta tropicale
La tempesta finale è stata osservata per la prima volta come un disturbo nei pressi di Puerto Rico nel Mar dei Caraibi alla fine di ottobre. Il disturbo fu il precursore di una depressione tropicale che si sviluppò sulle Bahamas meridionali e si diresse a ovest-sud-ovest attraverso Cuba, dove, a L'Avana, i venti soffiarono da sud-est a 44 mph (71 km/h).  È diventato una tempesta tropicale il 27 ottobre e si è spostato verso sud-ovest. Vicino all'estremità orientale della penisola dello Yucatán, la tempesta si è diretta bruscamente verso nord. Un'area di forte pressione sugli Stati Uniti ha impedito al ciclone di girare verso est, e ha continuato nel Golfo del Messico. Tuttavia, il 31 ottobre, la tempesta virò verso est e si spostò a terra nel nord della Florida. La tempesta diminuì di intensità mentre passava nell'Atlantico. Il centro di circolazione della tempesta è rimasto mal definito per tutto il suo corso. Si credeva da tempo che si fosse sviluppato a sud di Cuba, anche se una rivalutazione dei dati delle navi indicava che la depressione si era effettivamente formata ad est dell'isola. Il 26 ottobre, il Weather Bureau ha inviato avvisi di uragani lungo la costa orientale della Florida, da Key West a West Palm Beach, e sulla costa occidentale fino a Tampa.

### Depressioni tropicali
Oltre alle sei tempeste e uragani tropicali ufficialmente riconosciuti, sono state identificate tre depressioni tropicali nella stagione del 1911. La prima si sviluppò a febbraio da una depressione di bassa pressione nell'Atlantico e avanzò verso ovest. Sebbene una nave abbia riportato venti di oltre 50 mph (80 km/h) in associazione con il sistema, la mancanza di prove a sostegno ne preclude la designazione come tempesta tropicale. Il ciclone si è dissipato il 21 febbraio. La seconda depressione si è evoluta da un ciclone extratropicale da metà a fine maggio, diventando un ciclone tropicale il 22 maggio a nord-est delle Bermuda. È durato tre giorni mentre serpeggiava nella stessa area prima di essere assorbito da un'altra tempesta non tropicale. Anche la documentazione odierna di questo sistema è stata ostacolata dalla mancanza di dati. L'11 dicembre, la terza depressione tropicale si è formata vicino alle Isole Turks e Caicos . Avanzò verso ovest e fu identificata appena a nord della Cuba orientale il giorno successivo. Il sistema ha iniziato a indebolirsi il 13 dicembre e si è dissipato poco dopo.